# Thomas Gill
Thomas Gill (Grimstad, 16 maggio 1965) è un ex calciatore norvegese, di ruolo portiere.

## Carriera

### Club
Gill giocò a calcio per oltre vent'anni. Vestì le maglie di Jerv, Vålerenga e Start (in due occasioni per ciascun club), Brann, Vejle, Aalborg, Sturm Graz, Duisburg, Copenaghen, Ayr United, Fredrikstad, FK Arendal, Frederikshavn, Hjørring, Flekkerøy e Strømsgodset.
Per quest'ultimo club, giocò un solo match: difese i pali della porta del Godset, infatti, nel pareggio per 1-1 contro il Sandefjord, in data 10 aprile 2005.

### Nazionale
Vestì la maglia della Norvegia in 5 occasioni. Debuttò il 22 gennaio 1997, nella vittoria per 3-0 nell'amichevole contro la Nuova Zelanda.